# يو جي إم-73 بوسيدون
يو جي إم-73 بوسيدون (بالإنجليزية: UGM-73 Poseidon)‏ هو ثاني صاروخ باليستي منطلق من غواصة (SLBM) للولايات المتحدة، مدعومًا بصاروخ ثنائي الوقود يعمل بالوقود الصلب.

## خلفية تاريخية
وقد نجحت في إطلاق يو جي أم-27 بوسيدون بداية من عام 1972 ، مما أدى إلى تقدم كبير في الرؤوس الحربية والدقة. تلاه يو جي إم-96 ترايدنت 1 في عام 1979 ، ويو جي إم-133 ترايدنت 2 في عام 1990.